# Roy Beerens
Roy Beerens, né le 22 décembre 1987 à Bladel, est un footballeur néerlandais.

## Biographie
Formé au PSV Eindhoven, il est prêté en 2007 au NEC Nimègue pour terminer la saison 2006-2007.
Il s'engage ensuite au SC Heerenveen ou il se révèle véritablement. En mai 2009, il prolonge son contrat avec ce club.
En 2007, il est appelé dans la sélection hollandaise des moins de 21 ans pour participer au Championnat d'Europe de football Espoirs de 2007, qu'il remporte.
Il fait également partie de la sélection olympique hollandaise pour les jeux de Pékin.
Le 15 juillet 2016, il rejoint Reading.
Le 31 janvier 2018, il rejoint Vitesse Arnhem.

## Palmarès

### En club
PSV Eindhoven
- Eredivisie
  - Champion (2) : 2006, 2007

 SC Heerenveen
- Coupe des Pays-Bas
  - Vainqueur (1) : 2009

 AZ Alkmaar
- Coupe des Pays-Bas :
  - Vainqueur (1) : 2013

### En sélection
Pays-Bas
- Championnat d'Europe Espoirs
  - Champion (1) : 2007